# جاكيلين بيارو
جاكيلين بيارو (بالفرنسية: Jacqueline Pierreux)‏ هي منتجة أفلام وممثلة فرنسية، ولدت في 15 يناير 1923 بروان في فرنسا، وتوفيت في 10 مارس 2005 في فرنسا.

## وصلات خارجية
- جاكيلين بيارو على موقع IMDb (الإنجليزية)
- جاكيلين بيارو على موقع قاعدة بيانات الفيلم (الإنجليزية)